# Włodzimierz (Nowikow)
Włodzimierz, imię świeckie Władimir Anatoljewicz Nowikow (ur. 2 kwietnia 1958 w Moskwie) – rosyjski biskup prawosławny.

## Życiorys
Po ukończeniu szkoły średniej nr 103 w Moskwie i odbyciu w latach 1976–1978 zasadniczej służby wojskowej wstąpił w 1978 do seminarium duchownego w Moskwie. Po jego ukończeniu kontynuował naukę teologii na wyższych studiach w Moskiewskiej Akademii Duchownej, kończąc studia z tytułem kandydata nauk teologicznych. Podczas nauki w seminarium i podczas studiów służył jako hipodiakon metropolity wołokołamskiego Pitirima, biskupa sołniecznogorskiego Sergiusza i biskupa zarajskiego Hioba. 7 czerwca 1985 w cerkwi Świętych Piotra i Pawła w moskiewskim Lefortowie przyjął święcenia diakońskie z rąk biskupa sołniecznogorskiego Sergiusza. 27 czerwca 1985 na kapłana wyświęcił go metropolita wołokołamski Pitirim, w cerkwi Odnowienia Świątyni Zmartwychwstania Pańskiego w Jerozolimie w Moskwie. Został skierowany do służby duszpasterskiej w cerkwi Włodzimierskiej Ikony Matki Bożej w Winogradowie, gdzie służył przez dwa lata. Następnie przez dwa lata posługiwał w cerkwi Zmartwychwstania Pańskiego w moskiewskich Sokolnikach. W 1989 objął parafię Świętych Borysa i Gleba w Moskwie-Ziuzinie. Od 2001 do 2010 należał do komisji dyscyplinarnej przy radzie eparchialnej eparchii moskiewskiej miejskiej.
21 czerwca 2014 złożył wieczyste śluby mnisze na ręce biskupa dmitrowskiego Teofilakta, w monasterze św. Andrzeja w Moskwie. Zachował imię przyjęte przy chrzcie, przyjmując jako nowego patrona świętego nowomęczennika metropolitę Włodzimierza.
13 lipca 2015 otrzymał nominację na biskupa klinieckiego i trubczewskiego. Trzy dni później otrzymał godność archimandryty. Jego chirotonia biskupia odbyła się 1 września 2015 w Monasterze Dońskim w Moskwie pod przewodnictwem patriarchy moskiewskiego i całej Rusi Cyryla.